# Todd Kane
 (décembre 2023).
Si vous disposez d'ouvrages ou d'articles de référence ou si vous connaissez des sites web de qualité traitant du thème abordé ici, merci de compléter l'article en donnant les références utiles à sa vérifiabilité et en les liant à la section « Notes et références ».
Todd Arthur Lucien Kane, né le 17 septembre 1993 à Huntingdon, est un footballeur anglais qui évolue au poste de défenseur.

## Carrière
Todd Kane est formé au sein du club londonien de Chelsea. Afin de gagner du temps de jeu, il est successivement prêté à Preston North End en D3 anglaise, aux Blackburn Rovers en D2 anglaise et à Bristol City en D3 anglaise. Le 8 janvier 2015, il est prêté à Nottingham Forest.
Le 5 juillet 2017, il est prêté à Groningue.
Le 31 janvier 2018, il est prêté à Oxford United.
Le 17 juillet 2018, il est prêté à Hull City, avec qui il inscrit trois buts en quarante-et-un matchs.
Libéré par Chelsea à l'issue de son contrat en juin 2019, Kane s'engage pour trois ans avec les Queens Park Rangers le 27 juillet 2019.
Le 31 août 2021, il rejoint Coventry City.
Le 12 janvier 2023, il est prêté à Charlton Athletic.
Le 12 mars 2024, il rejoint Stockport County.

## Palmarès

### En club
- Stockport County
  - Champion d'Angleterre de D4 en 2024